# Зимна Вода (Нідзицький повіт)
Зимна Вода (пол. Zimna Woda, нім. Kaltenborn) — село в Польщі, у гміні Нідзиця Нідзицького повіту Вармінсько-Мазурського воєводства.